# Bénarès, 1913
Bénarès, 1913 est un tableau peint par Marius Bauer en 1913. Il mesure 137 cm de haut sur 117 m de large. Il est conservé au Rijksmuseum Amsterdam.